# We Can’t Dance
We Can’t Dance — четырнадцатый студийный альбом британской прогрок-группы Genesis, выпущенный 28 октября 1991 года. Диск стал последним, записанным с участием Фила Коллинза, который вскоре после его записи покинул группу и занялся сольной карьерой. Альбом стал четырежды платиновым в США.

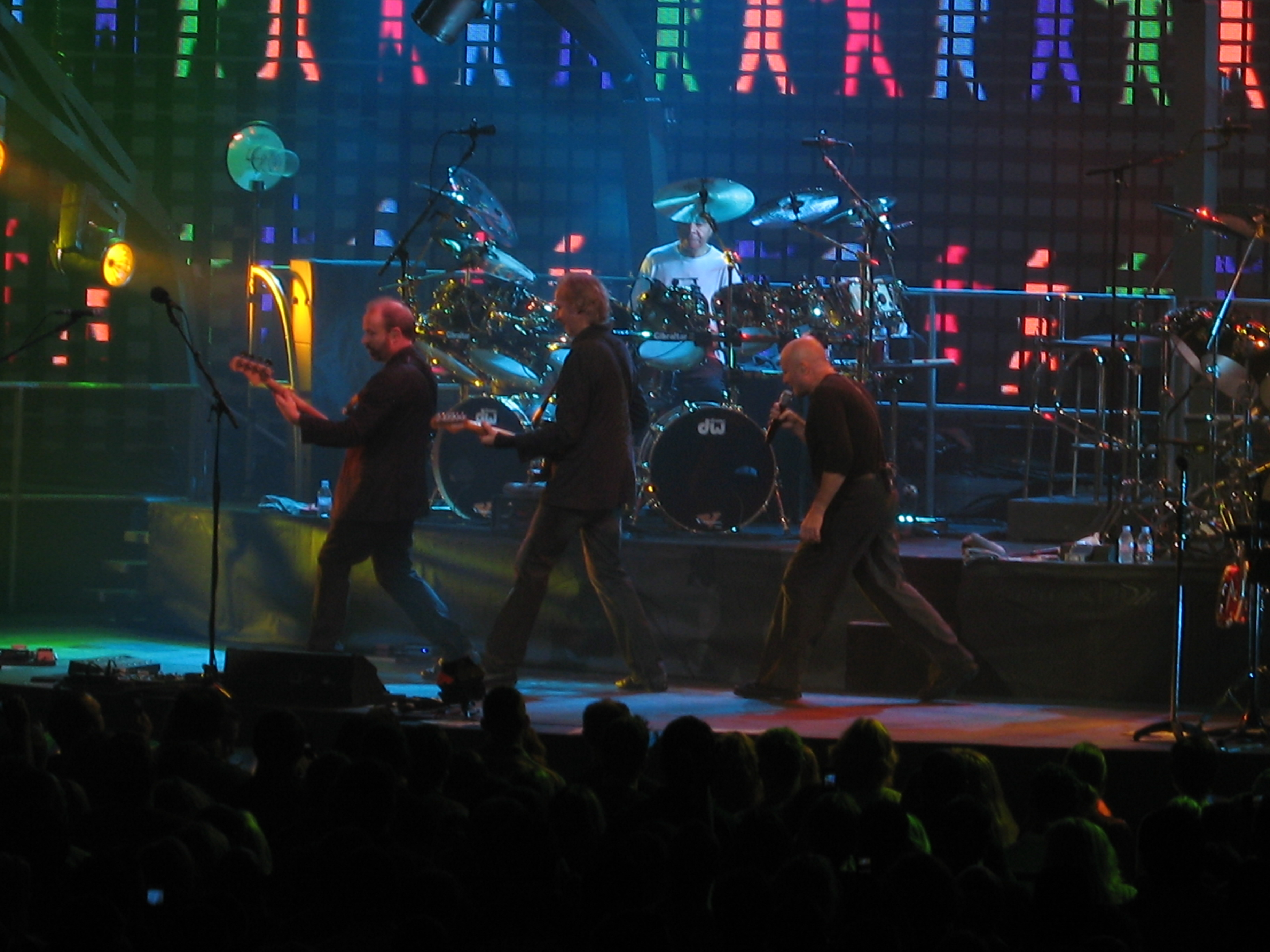
Genesis во время исполнения «I Can’t Dance», 2007 год

We Can’t Dance частично возвращает слушателя к эстетике ранних Genesis; наряду с остроумными и яркими поп-балладами группа демонстрирует свою подзабытую сторону, рассказывая не стеснённые в продолжительности мрачноватые истории в «Driving the Last Spike» и «Dreaming While You Sleep» и в закрывающем альбом инструментале «Fading Lights». Песня «Since I Lost You», написана Коллинзом в память о сыне Эрика Клэптона Конноре.
Альбом возглавлял хит-парады нескольких европейских стран и стал четырежды платиновым в США. В поддержку альбома было проведено турне «The Way We Walk».
Коллинз высказывал своё удовлетворение альбомом: «По мне, так на этой пластинке мы звучим по-настоящему здорово».

## Список композиций
Слова и музыка всех песен — Тони Бэнкс, Фил Коллинз, Майк Резерфорд.
| №  | Название                 | Длительность |
| -- | ------------------------ | ------------ |
| 1. | «No Son of Mine»         | 6:39         |
| 2. | «Jesus He Knows Me»      | 4:16         |
| 3. | «Driving the Last Spike» | 10:08        |

| №  | Название                   | Длительность |
| -- | -------------------------- | ------------ |
| 1. | «I Can't Dance»            | 4:01         |
| 2. | «Never a Time»             | 3:50         |
| 3. | «Dreaming While You Sleep» | 7:16         |

| №  | Название           | Длительность |
| -- | ------------------ | ------------ |
| 1. | «Tell Me Why»      | 4:58         |
| 2. | «Living Forever»   | 5:41         |
| 3. | «Hold on My Heart» | 4:38         |

| №                   | Название            | Длительность |
| ------------------- | ------------------- | ------------ |
| 1.                  | «Way of the World»  | 5:38         |
| 2.                  | «Since I Lost You»  | 4:09         |
| 3.                  | «Fading Lights»     | 10:16        |
| Общая длительность: | Общая длительность: | 71:23        |

## Хит-парады
| Хит-парад      | Наивысшая позиция |
| -------------- | ----------------- |
| Великобритания | 1                 |
| США            | 4                 |
| Австрия        | 1                 |
| Германия       | 1                 |
| Нидерланды     | 97                |
| Норвегия       | 1                 |
| Швейцария      | 1                 |
| Швеция         | 4                 |
| Австралия      | 8                 |
| Новая Зеландия | 5                 |

## Участники записи
- Фил Коллинз — вокал, барабаны, ударные, драм-машина
- Тони Бэнкс — клавишные, бэк-вокал
- Майк Резерфорд — бас-гитара, гитара, бэк-вокал